# Index 01
Índice 01 es una instalación realizada por Art & Language, un colectivo de artistas conceptuales anglosajón, creada para y expuesta a la documenta 5 de Cassel de 1972. Estaba compuesta de textos y de gráficos pegados en los muros de una sala en medio de la cual estaban colocados 8 alacenas de despacho llenado de extractos de textos minuciosamente referenciados.

## Histórico
A partir de la creación del colectivo en 1968 y durante unos diez de años, su producción consistirá en muy numerosos textos sobre diferentes soportes, textos en generales críticos o auto-reflexivos. Están publicados en su revista Art-Language o anunciados de diversas maneras. Entre 1972 y 1976 aproximadamente, el colectivo de artistas los pondrá en "index" en diversas instalaciones , compuestas de ficheros y de anuncios de textos, cuyo primero Índice 01 está expuesto a la documentó 5 de Cassel.

## Análisis
Esta obra planteaba la cuestión del estatus del objeto de arte y de su autor. Este tipo de instalación no procuraba ningún placer visual inmediato. Está pedido al espectador un esfuerzo para comprender y apreciar la obra. El colectivo Art & Language no deseaba  devolver su instalación hermética pero quería « devolver difícil toda asimilación de su obra por una "historia del arte" tranquilizadoras ».